# Китњак
Китњак или храст китњак (лат. Quercus petraea) је врста листопадног дрвета из рода храстова. Народни називи за китњак су и брдњак, горун, бељик, чрепињак, граден, љутик.

## Распрострањеност
Китњак је веома распрострањена европска врста, са ареалом нешто мањим од лужњака. Распрострањен је у западној, средњој, делом у северној и источној Европи. Северна граница у Норвешкој допире до 60° с.г.ш. Нема га на Сицилији, Сардинији и у јужној Шпанији. Источна граница протеже се од југа Шведске, кроз Пољску до Црног мора. Има га делом и у западној Азији. Избегава области са континенталном климом.

## Изглед
Храст китњак је високо дрво. достиже висину од 30–40 m и прсни пречник 1–3 m. Дебло равније и правилније него дебло храста лужњака. Крошња је импозантна, густа и прилично правилна, нешто ужа и правилнија него код лужњака. Достиже старост 600-700 година.
Кора стабла је у младости жућкаста и танка и глатка, а код старијих стабала беличасто сива, избраздана испуцала у уздужним браздама и љуспаста. Тања је и плиће испуцала него код храста лужњака.
Пупољци су смеђи, голи, чуњасто–зашиљени. Листови су доста симетрични, 8–12 cm дуги, 6–7 cm широки, елиптични до обрнуто јајасти. По ободу су режњевити, са 4-8 пари режњева чији су урези оштрији и симетричнији него код лужњака. Млади листови су мало длакави, касније крути, кожасти и голи. Петељка листа је дуга 15–40 mm. Лице листа сјајно зелено, наличје светлије. Листови који се развијају у сенци мање су крути од оних изложених сунцу.
Плод је жир, доста варијабилан, али краћи и дебљи од жира храста лужњака (дуг 1,5–4 cm, широк 1-2,5 cm), на краткој дршци или седећи (без дршке). Расту у групама од 2 до 5. Купула је равног обода, љуспе збијене, испупченије и маљавије него код лужњака. Жир је у купули до 1/3 дужине, јајасто елиптичан, без тамних пруга. Листа и цвета средином пролећа, нешто касније од лужњака.
- Кора
- Пупољци
- Листови
- Жир

## Станиште
Храст китњак расте на брежуљкастим и брдским теренима. Горња граница простирања иде и до 1.360 m н.в. у јужном Тиролу. У Србији заузима ниже положаје, појединачно и до 1.300 m н.в. ван водоплавних и сувих терена. У брдским крајевима, у додирном подручју са буквом, обично расте на топлим, претежно јужним експозицијама.
У погледу захтева према тлу далеко је скромнији од лужњака. Најбоље успева на свежим земљиштима, али не подноси влажна. Слабо расте на кречњачкој подлози, али успева на плитким и скелетним, као и на киселим земљиштима. Хелиофилна Одговара му влажан ваздух. Не подноси касне мразеве.

## Шуме китњака у Србији
Шуме храста китњака у Србији јављају се изнад климатогене шуме сладуна и цера. Комплекс китњакових шума обухвата горњи део брдског појаса (име брдњак) и ниско планински-горски појас (отуд име горун), на надморским висинама од 300 m (Фрушка гора, Хомољске планине) до 1.300 m н.в. (Копаоник, Стара планина). Доња граница китњаковог појаса распрострањења.
Китњак гради чисте састојине или фитоценозе са различитим врстама дрвећа. У Србији најчешће расте у заједници са буквом и грабом. Чисте састојине китњака (Quercetum montanum Čer. et Jov. 1953. s.l.) широко су распрострањене у горњем брдском појасу многих планина, као и на већим површинама у брдском региону источне Србије (Копаоник, Ртањ, Сува планина, Стара планина, Рудник...). Мешовите шуме китњака и граба (Querco-Carpinetum moesiacum Rud. 1949. s.l.) се појављује на нижим планинским масивима(Фрушка гора, Авала, Цер, Видојевица, Мироч...), на надморским висинама између 300 и 600 м. Мешовита шума букве и китњака (Querco-Fagetum Gliš. 1971) је заједница прелазног карактера, која повезује брдске букове шуме северних експозиција и заклоњених увала са чистим китњаковим шумама које се налазе на гребенима и јужним експозицијама или мешовитим китњаково-грабовим шумама.
У Србији чисте и мешовите шуме китњака заузимају површину од око 180.000 ha, што је скоро 8% од укупне површине шумског фонда, a укупна запремина дрвне масе у шумском фонду се процењује на 21.542.890 m³, по чему је ова врста на трећем месту. Велике површине под храстовим шумама искрчене су у првој половини 19. века. У том периоду је, стварањем слободе и државности, Србија привлачи мноштво становништва из крајева који још нису били ослобођени. Све је то довело до крчења храстових шума ради стварања нових површина квалитетног земљишта, погодног за пољопривредну производњу.
Вештачко подизање шума храста китњака данас је врло често нужност услед свеприсутног сушења храстових шума, али и експанзивности букве на граничним подручјима букових и храстових шумских комплекса јер се ради о агресивнијој, изразито конкурентској врсти. Исто тако, вештачке састојине храста китњака подижу се сетвом семена или садњом садница на површинама у постојећим састојинама китњака где није дошло до природног обнављања.

## Болести китњака
Први записи о пропадању и сушењу разних врста храстова датирају с почетка 19. века. Од 80-их година 20. века почело је интензивно сушење шума у Европи (тзв. "нови тип сушења"), и то прво четинара, а одмах затим и лишћара. Међу храстовима посебно се показао као осетљив китњак, чије је сушење у слабијем или већем интензитету забележено у свим европским земљама и показује тенденцију даљег ширења. Већина стручњака и научника слаже се да не постоји само један узрочник, већ да на процес сушења утиче више фактора абиотичке и биотичке природе. Међу овим факторима посебан значај приписује се паразитним гљива (пепелници и гљивама које се развијају у спроводним судовима - трахеомиокозе), штетним инсектима (особито дефолијаторима), директним или индиректним утицајима аерозагађења, глобалној промени климе (опште отопљавање, оштре и хладне зиме и сушна лета), што све утиче и доводи до сталних промена у шумским екосистемима.

## Употреба
Дрво китњака је квалитетно и цењено. Бељика је жућкасто беле боје, уска, ширине 1 до 3 cm, а срчевина светло жућкасто смеђа. Дрво је фино, некада неправилне текстуре. Прстенови прираста маркантни. Прстенасто порозна врста, са видљивим дрвним трацима. Правилно смењивање светлог и тамног дрвета на пресеку дебла омогућава савршену реконструкцију хронологије годова, а тиме и климатских услова у појединим периодима живота дрвета. Употребљава се, између осталог, за израду греда, подних облога, намештаја, опремање ентеријера и у бродоградњи.
Познато је да је у доба владавине Кнеза Милоша Обреновића тзв. "жирење свиња" био један од најчешћих начина екстензивног това свиња у Србији, у храстовим и буковим шумама. Данас је оваква врста исхране нарочито популарна у органској пољопривреди.
Храстов жир употребљавао се и у људској исхрани од најдавнијих времена. Утврђено је да су се жирови лужњака и китњака користили у исхрани још у неолиту. Жир многих врста храстова, па тако и китњака, богат је скробом, шећером, беланчевинама, мастима, смолом и танином. Јестивост жирова зависи управо од садржаја танина у њима. Велики садржај танина резултира горким укусом плодова и ограничава њихову употребу у људској исхрани. Китњак спада у врсте чији жир има мали садржај танина, а доста скроба. Жир и данас користе у исхрани поборници природне исхране, а може се користити печен попут питомог кестена, као пире, самлевен у брашно као додатак хлебу или пржен и млевен као замена за кафу. У Немачкој је и данас познат израз "жирова кафа" (Eichelkaffe).
Кора храста китњака и лужњака (Cortex Quercus) служи у медицини као средство за стезање, испирање и заустављање крварења. По потреби може се употребити и као антидот код тровања тешким металима. Прикупља се у рано пролеће, пре олиставања или у јесен, по опадању листа и то само сасвим глатка кора, са младих стабљика, летораста или грана.
Храстове шуме станиште су на ком најбоље успевају тартуфи, што често може имати велики економски значај. Тартуфи најбоље расту у симбиози са корењем храста китњака и лужњака.

## Значај у озелењавању
Обзиром на величину одраслих јединки китњак је врста која се углавном сади на великим зеленим површинама. Забележено је више варијетета и форми. Међу најчешће гајеним украсним формама су:
- Quercus petraea 'Columna' - хабитус ваљкаст, листови уско ланцетасти, сивкасто зелени, слабо и неправилно режњевити;
- Quercus petraea 'Laciniata' - листови дубоко урезани;
- Quercus petraea 'Mespilifolia' - листови грана првог реда тамнозелени, сјајни, скоро целог обода, зашиљени на врху;
- Quercus petraea 'Purpurea' - млади листови мрко пурпурни, касније црвенкасто сиво зелени са црвеним нервима.[2]

- Quercus petraea 'Laciniata' - лист
- Quercus petraea 'Mespilifolia' - лист